# Księstwo Owernii
Księstwo Owernii było tworem feudalnym położonym w środkowej Francji. W historii Francji były dwie kreacje księstwa Owernii. Pierwsze z nich istniało w czasach Merowingów, drugie utworzył w 1360 król Francji Jan II Dobry, z ziem królewskich położonych w Owernii, dla swego syna Jana z Berry. Stolicą księstwa było Riom.
Ostatnia księżna Owernii Ludwika Sabaudzka była jednocześnie matką przyszłego króla Francji Franciszka I, wobec czego po jej śmierci (1531) księstw zostało włączone do domeny królewskiej.